# Affaire des photos d'Adnan Hajj
L’affaire des photos d’Adnan Hajj est une controverse ayant pour objet certains clichés « mis en scène » et des retouches réalisées par le photographe libanais indépendant Adnan Hajj, sur des photos diffusées par l’agence Reuters et reprises par la presse internationale.

## Le photographe
Adnan Hajj travaillait depuis plus de dix ans pour l’agence Reuters au Proche-Orient . Il fait partie de l’équipe de photographes engagés par Reuters pour couvrir le conflit israélo-libanais de 2006.

## Les photos incriminées
Plusieurs clichés de ce photographe sont particulièrement dénoncées au début du mois d’août 2006, comme ayant subi d’importantes retouches ou des mises en scène.
D’après les commentaires les accompagnant dans leur publication par Reuters, il y a notamment deux clichés du même immeuble, datés respectivement du 24 juillet et du 5 août 2006, qui sont censés représenter chacun un « immeuble de Beyrouth détruit la nuit précédente par un raid israélien ».
Deux autres photos sont également montrées du doigt. Elles représentent, en date respectivement du 22 juillet et du 5 août 2006, la même femme (habillée de la même façon et reconnaissable par des caractéristiques physiques sur son visage), pleurant la destruction de sa maison.
D’autres photos semblent assez clairement avoir subi des retouches pour accentuer leur caractère dramatique. Sur la première, des fumées ont été rajoutées par ordinateur sur une photo représentant un quartier de Beyrouth ayant subi une attaque aérienne. Sur la seconde photo, des missiles censés avoir été lancés par un F-16 israélien et leurs trajectoires dans l’air ont été rajoutées par ordinateur.

## Réaction de Reuters
Après la mise en évidence de certaines de ces « anomalies » par les blogs américains « Little Green Footballs » et « My Pet Jawa », l’agence Reuters a retiré les clichés et a admis que des photos avaient subi des modifications,.
Le 6 août, Reuters a mis un terme à sa collaboration avec Adnan Hajj qui se défendait en expliquant avoir voulu retirer des traces de poussières sur les photos originales et que ses conditions de travail, dans un lieu peu éclairé, avaient conduit à ces modifications des photos.
Le 7 août, les neuf cent vingt photos de Hajj sont retirées de la base de données de Reuters.